# Dacnis viguieri
Dacnis viguieri là một loài chim trong họ Thraupidae.